# 미나미이코마역
미나미이코마역(일본어: 南生駒駅)은 일본 나라현 이코마시에 위치한 긴키 닛폰 철도 이코마 선의 철도역이다. 역 번호는 G 20이며, 상대식 승강장 2면 2선의 구조를 갖춘 고가역이다.

## 타는 곳
| 1 | G 이코마 선 | 하행 | 오지 방면                                                          |
| 2 | G 이코마 선 | 상행 | 이코마 · 오사카난바 · 나라 · 교토 · 아마가사키 · 고베산노미야 방면 |

## 이용 현황
- 2005년 11월 8일 : 5,341명
- 2008년 11월 18일 : 5,264명
- 2010년 11월 9일 : 5,286명
- 2012년 11월 13일 : 5,071명
- 2015년 11월 10일 : 5,272명

## 역 주변
- 국도 제308호선 (일본)(일본어판)
- 이코마 시 도서관 미나미 분관

## 인접 역
| 긴키 닛폰 철도 이코마 선 | 긴키 닛폰 철도 이코마 선 | 긴키 닛폰 철도 이코마 선 |
| ------------------------ | ------------------------ | ------------------------ |
| G19 이치부 이코마 방면   | G 이코마 선              | 하기노다이 G21 오지 방면 |